# Kreisgericht Gnesen
Das Kreisgericht Gnesen war von 1849 bis 1878 ein preußisches Kreisgericht mit Sitz in Gnesen.

## Geschichte
In Gnesen bestand bis 1849 das Land- und Stadtgericht Gnesen. Nach der Märzrevolution wurde dieses Gericht aufgehoben und in der ganzen Provinz Posen einheitlich Kreisgerichte gebildet. In Gnesen entstand so das Kreisgericht Gnesen. Es war eines von neun Kreisgerichten im Sprengel des Appellationsgerichts Bromberg. 
Der Sprengel des Kreisgerichts Gnesen umfasste den Kreis Gnesen mit den Städten Czerniejewo, Gnesen, Kiszkowo, Kletzko, Mieleszyn, Powidz, Witkowo und Zydowo mit 53.625 Gerichtseingesessenen (1861). Das Kreisgericht Gnesen war das zuständige Schwurgericht für die Kreisgerichte Gnesen, Trzemeszno und Wongrowitz. Gerichtstage wurden in Kletzko und Witkowo gehalten. Das Gericht bestand aus einem Direktor und acht Kreisrichtern.
Im Rahmen der Reichsjustizgesetze wurde das Gerichtswesen in Deutschland 1879 vereinheitlicht. Damit wurde das Kreisgericht Gnesen aufgehoben und das königlich preußische Amtsgericht Gnesen mit Wirkung zum 1. Oktober 1879 als eines von acht Amtsgerichten im Bezirk des Landgerichtes Bromberg als Nachfolger gebildet.